# خوان خوسه تراموتولا
خوان خوسه تراموتولا (انگلیسی: Juan José Tramutola؛ ۲۱ اکتبر ۱۹۰۲ – ۳۰ نوامبر ۱۹۶۸) یک بازیکن فوتبال اهل آرژانتین بود.